# Рак пищевода
Рак пищевода — злокачественная опухоль, исходящая из слизистой оболочки пищевода  (карцинома), составляет значительную часть от всех заболеваний этого органа. Основными симптомами этого заболевания являются: прогрессивное нарушение глотания (сначала твёрдой пищи, потом жидкой) и непреднамеренное снижение массы тела (кахексия). По состоянию на 2012 год рак пищевода был восьмым наиболее распространенным онкологическим заболеванием в мире с 456 000 новых случаев заболевания в течение года. У мужчин рак пищевода встречается примерно в 3 раза чаще, чем у женщин.

## Этиология
К основным факторам риска, которые могут вызвать возникновение рака пищевода, относятся:
- Постоянный приём горячей, грубой и плохо пережёванной пищи
- Употребление спиртных напитков
- Частое употребление горячих напитков (чай, кофе)[5][6]
- Курение
- Пищевод Барретта
- Эзофагиты
- Дивертикулит
- Термические и химические ожоги пищевода, сопровождающиеся образованием рубцов
- Лейкоплакии

## Типы роста опухоли
Встречаются 3 типа рака пищевода:
- Экзофитный  (узловой, грибовидный, папилломатозный - рост в просвет органа)
- Эндофитный (язвенный)
- Инфильтративный склерозирующий (циркулярная форма)

## Гистологические формы
Чаще всего (97—99 % случаев) обнаруживают плоскоклеточный рак с ороговением и без ороговения. Также встречаются железистые формы рака пищевода и опухоли, происходящие из дистопированного эпителия. Международная классификация также включает мелкоклеточный рак, аденоакантому и карциносаркому. Редко обнаруживают также недифференцированный рак.

## Метастазирование
Метастазирование рака пищевода обусловлено развитой лимфатической сетью пищевода. Метастазы распространяются на прилежащие лимфатические сосуды, а затем и лимфатические узлы. Рак шейного отдела пищевода метастазирует в глубокие шейные лимфатические узлы, рак верхнегрудного и среднегрудного отделов пищевода поражает метастазами параэзофагеальные, трахеобронхиальные и задние средостенные лимфоузлы; рак нижнегрудного и брюшного отделов распространяется в поддиафрагменные, параэзофагеальные, паракардиальные лимфатические узлы, а также в лимфоузлы вдоль малой кривизны желудка и левой желудочной артерии. Кроме того, встречаются метастазы в лимфоузлы малого
сальника, вдоль левой желудочной артерии и в шейные и надключичные лимфоузлы.
Отдалённые метастазы поражают печень, лёгкие, костную систему.

## Клиническая классификация
Согласно TNM-классификации:
Т — первичная опухоль
- Тх — недостаточно информации для оценки первичной опухоли
- Т0 — первичная опухоль не обнаружена
- Tis — carcinoma in situ.
- T1 — опухоль прорастает стенку пищевода вплоть до подслизистого слоя
- Т2 — опухоль прорастает стенку пищевода до мышечного слоя
- Т3 — опухоль прорастает стенку пищевода до адвентиции.
- Т4 — опухолевый процесс распространяется на соседние органы

N — регионарные лимфатические узлы
- Nх — недостаточно данных для оценки регионарных лимфатических узлов
- N0 — метастазы в регионарные лимфоузлы не обнаружены
- N1 — обнаруживаются метастазы в регионарные лимфоузлы

М — отдаленные метастазы
- Мх — недостаточно информации для определения отдаленных метастазов
- М0 — отдалённые метастазы не обнаружены
- М1 — обнаруживаются отдалённые метастазы

В соответствии с отечественной классификацией рак пищевода делится на 4 стадии:
- 1 стадия — небольшое новообразование поражает слизистую оболочку и подслизистую основу стенки пищевода, но не сужают просвет пищевода и не прорастают его мышечный слой. Метастазы отсутствуют (T1N0M0)
- 2 стадия — опухолевые массы проникают в мышечную оболочку пищевода и сужают просвет, но за пределы органа не выходят. В регионарных лимфоузлах обнаруживаются единичные метастазы (2А-стадия: T2N0M0, T3N0M0; 2Б-стадия: T1N1M0, T2N1M0)
- III стадия — в опухолевый процесс вовлечены все слои стенки пищевода, а также околопищеводная клетчатка или серозная оболочка, но соседние органы не задеты. В регионарных лимфоузлах обнаруживаются многочисленные метастазы (T3N1M0, T4 любая N M0)
- IV стадия — рак поражает все слои стенки пищевода и распространяется на соседние органы. Метастазы обнаруживаются в регионарных и отдалённых лимфоузлах (любая T, любая N, M1)

## Клиническая картина
Клинические симптомы рака пищевода можно разделить на три группы: первичные или местные симптомы, обусловленные поражением стенок пищевода; вторичные симптомы, возникающие в результате распространения опухолевого процесса на соседние органы и ткани; общие симптомы, обусловленные интоксикацией и нарушением питания.
К первичным симптомам относятся дисфагия, боли за грудиной, ощущение полноты за грудиной, срыгивание пищей (регургитация), усиленная саливация. Практически все эти симптомы свидетельствуют о достаточно большом распространении патологического процесса по пищеводу.
Типичные симптомы рака пищевода обусловлены феноменом обтурации. Наиболее ярким из них является дисфагия — затруднение прохождения пищи по пищеводу. Дисфагия обусловлена сужением просвета органа растущей опухолью (механическая дисфагия), но иногда она зависит от спазма в вышележащих отделах пищевода (рефлекторная дисфагия).
В большинстве случаев дисфагия нарастает постепенно. Вначале появляются едва заметные задержки при прохождении по пищеводу твёрдой пищи. Больной как бы ощущает твёрдый пищевой комок, продвигающийся по пищеводу. Сужение прогрессирует, и вскоре больной вынужден запивать твёрдую пищу глотком воды или отказываться от приёма вторых блюд. В дальнейшем через несколько недель или месяцев перестаёт проходить полужидкая пища, а затем и жидкость. Такое последовательное развитие дисфагии наблюдается не всегда. Иногда в результате распада опухоли или медикаментозного лечения проходимость пищевода частично или полностью восстанавливается. Улучшение состояния длится недолго, и вскоре дисфагия вновь начинает прогрессировать.

## Профилактика
1. Отказ от курения и приема алкоголя
2. Употребление в пищу овощей (согласно статистическим данным Национального Института Рака (США) употребление в пищу капусты, брокколи, брюссельской капусты коррелирует с уменьшением частоты возникновения рака пищевода)
3. Умеренное употребление кофе статистически коррелирует с уменьшением частоты возникновения рака пищевода
4. Осторожное употребление чрезмерно горячих напитков - чая и кофе[8].

## Лечение
- Моноклональные антитела: ниволумаб, пембролизумаб, тислелизумаб[англ.], серплулимаб[англ.].
- Гастростомия